# Władysław Badeni
Władysław Badeni (19. května 1819 Bornicy – 10. června 1888 Bad Gleichenberg) byl rakouský politik polské národnosti z Haliče, v 2. polovině 19. století poslanec Říšské rady.

## Biografie
Byl zvolen na Haličský zemský sněm. Ten ho roku 1870 delegoval i do Říšské rady (celostátní parlament, volený nepřímo zemskými sněmy). Opětovně byl zemským sněmem do vídeňského parlamentu vyslán roku 1871 za městskou kurii. Složil slib 29. prosince 1871.
Jeho synem byl předlitavský ministerský předseda Kazimír Felix Badeni